# نیچاتکا
نیچاتکا (انگلیسی: Nichatka) یک دریاچه در سرزمین زابایکالسکی کشور روسیه است.